# (34543) Davidbriggs
Davidbriggs (asteroide 34543) es un asteroide de la cinturón principal. Posee una excentricidad de 0.05354500 y una inclinación de 1.10222º.
Este asteroide fue descubierto el día 28 de septiembre de 2000 por el LINEAR en Socorro.